# Joan Codina i Cendrós
Joan Codina i Cendrós (Agramunt, Urgell, 1841 - La Fuliola, Urgell, 1915) va ésser un prevere que cursà estudis eclesiàstics al Seminari de la Seu d'Urgell, essent ordenat sacerdot el 20 d'abril de 1867.
Va ser vicari de Sort i de Sant Ot de la Seu d'Urgell, regent de les parròquies de Sanaüja i Castellserà i rector de La Fuliola (1886-1915).
Era un gran aficionat a la música i ferm amic de Lluís Millet. Dedicat a l'ensenyament musical, va crear la coral Rossinyol d'Urgell de La Fuliola.
Sota el patrocini de la Unió Catalanista, fou designat delegat a l'Assemblea de Manresa (1892).